# Primera línea (Xile)
Primera Línia va ser el nom d'un col·lectiu de manifestants, majoritàriament encaputxats o amb el rostre parcialment cobert, dedicats a enfrontar físicament a Carrabiners de Xile en el context de l'esclat social mitjançant actes de desobediència civil als efectius antiavalots que procedeixen en les protestes. En paraules d'un membre, "es tracta de disputar el poder de les autoritats". Està composta per una varietat de ciutadans individuals i organitzacions de base anomenades «clans», que no tenen autoritat central. Una àmplia gamma d'organitzacions donen suport a la Primera Línia brindant-los ajuda, aliments i assessorament legal. Els membres són de diversos orígens, inclosos treballadors, immigrants, estudiants universitaris i seguidors esportius. Així mateix, van ser detinguts 16 menors d'edat encaputxats i identificats com a part d'aquesta força de xoc, els quals van ser posats a disposició del Servei Nacional de Menors (Sename).

## Descripció
Els membres de la Primera Línia —també anomenats "caputxes tendeixen a assumir rols diferents, com a portadors d'escuts, llançadors de pedres, extintors de magranes de gas lacrimogen, foners, punters làser i medicaments per a gasos lacrimògens. Entre aquests, els punters làser són els més nombrosos i la seva funció consisteix a interrompre la vista de la policia; això no obstant, hi ha casos en què els punters làser han enderrocat drons de vigilància. Tot i que no tenen una posició política i ideològica homogènia, es pot determinar que són membres pertanyents a l'⁣oposició al govern de Sebastián Piñera i han adquirit una rivalitat violenta contra Carrabiners de Xile. Sovint se'ls associa amb el moviment anarquista xilè i alguns ho reconeixen explícitament. Un dels seus membres més reconeguts públicament és Rodrigo Rojas Vade, qui participava de les manifestacions a rostre descobert i va aconseguir ser elegit com un dels 155 membres de la Convenció Constitucional per a la proposta d'una nova Constitució per a Xile.
La Primera Línia ha estat acusada per les autoritats i alguns mitjans de comunicació d'estar darrere de molts delictes menors. Tot i això, n'hi ha que assenyalen que han complert una funció de protecció als manifestants comuns envers les accions policials i l'abús de poder El 3 de març de 2020, un grup de Primera Línia va ser detingut per Carabineros fent complir la recentment promulgada Llei Antibarricades. Posteriorment, només un dels 44 detinguts es va mantenir a la presó preventiva, mentre que les persones restants van ser posades en llibertat, quedant amb firma bimensual. En aquest context, el president de la Cort Suprema de Xile, Guillermo Silva i el Fiscal Nacional Jorge Abbott, han declarat que ser part de la Primera Línia no constitueix un delicte en si mateix.
El periodista d'investigació Santiago Pavlovic els descriu com a “joves frustrats, persones en situació de carrer, anarquistes amb tendència a la piromania, delinqüents aprofitadors de desordres, nens amb l'adrenalina desfermada, i alguns que veien una oportunitat revolucionària”, al reportatge d'Informe especial de TVN sobre l'Esclat.
Tot i que quan són detinguts són qualificats de «⁣presos polítics⁣» pels mateixos manifestants i alguns polítics - entre ells Camila Vallejo, Tomás Hirsch i Claudia Mix -, tant el Govern de Xile com l'organització internacional de drets humans, Human Rights Watch (HRW), van descartar aquestes "acusacions a Xile". Tot i això, el professor de dret de la Universitat de Xile, Claudio Nash Rojas, no està d'acord amb aquesta valoració. Segons ell, alguns membres de Primera Línia han estat sotmesos a presó política, ja que van ser tancats a la presó preventiva i declarats "perill per a la societat" sense una anàlisi cas per cas. L'ús indiscriminat per part dels tribunals xilens de mesures cautelars del nivell més alt a membres de Primera Línia es pot entendre com una mesura política.

## Crítiques
Des de diferents sectors, en especial des de l'àmbit socialconservador, se'ls ha fet una crítica a aquesta agrupació pel seu accionar, així com als que els donen suport o admiren, sent considerat com una «romantització de la violència», a més de transgredir la llibertat d'expressió amb l'alteració de l'ordre públic i la pau social, creant una caricatura de «superheroi».
D'altra banda, per a la columnista i convencional constituent xilena Teresa Marinovic, s'ha mostrat públicament com a escèptica a la naturalesa «espontània» que se li atribueix a la conformació aquesta agrupació, al·ludint a la seva capacitat d'organització i tàctiques de «combat», que fan presumir una premeditació o organització prèvia per servir.